# Asystata brevipes
Asystata brevipes är en insektsart som beskrevs av Ludwig Redtenbacher 1908. Asystata brevipes ingår i släktet Asystata och familjen Diapheromeridae. Inga underarter finns listade.